# 1808
Il 1808 (MDCCCVIII in numeri romani) è un anno bisestile del XIX secolo.

## Eventi
- 1º gennaio – Negli Stati Uniti d'America è vietata l'importazione di schiavi dall'estero. Rimane ancora in vigore tuttavia lo schiavismo all'interno di molti stati della federazione, nonché il coinvolgimento estero nella tratta degli schiavi dall'Africa.
- 22 gennaio – Arrivo del Principe Reggente del Portogallo, D. João VI, a Salvador de Bahia in seguito all'invasione del Portogallo da parte di Napoleone.
- 26 gennaio – Ribellione del rum: nel ventesimo anniversario della fondazione della colonia britannica del Nuovo Galles del Sud (Australia), alcuni ufficiali al comando del reggimento New South Wales Corps (altrimenti noto come "Rum Corps") deposero e imprigionarono il governatore William Bligh (che aveva cercato di regolamentare il traffico di rum che coinvolgeva gli ufficiali dell'esercito) e presero il controllo della colonia.
- 2 febbraio – Papa Pio VII non aderisce al Blocco continentale imposto da Napoleone Bonaparte a tutti gli stati europei per isolare l'Inghilterra. Napoleone occupa così Roma che viene inglobata nell'Impero Francese mentre Ancona, Macerata, Urbino e Camerino entrano a far parte del Regno d'Italia. Il Ducato di Parma e Piacenza viene soppresso e annesso alla Francia il 15 marzo.
- 6 febbraio – La nave Topaz (partita da Boston, il 5 aprile 1807, per cacciare foche) riscopre le isole Pitcairn: uno solo degli ammutinati del Bounty è ancora in vita, John Adams (vero nome, Alexander Smith).
- 8 febbraio – Il ministro delle finanze di Napoleone Bonaparte, Nicolas François Mollien, da poco nominato conte, delibera che i fondi per il sostentamento della Repubblica delle Sette Isole Unite, ritornata nuovamente sotto il protettorato francese, vengano spediti ogni mese da Firenze a Corfù nella somma di 25.000 franchi d'oro.
- 11 febbraio – Il carbone di antracite viene utilizzato per la prima volta come combustibile a Wilkes-Barre in Pennsylvania (USA) da Jesse Fell che ha ideato un metodo efficace per la combustione aerea. L'utilizzo del carbone sarà fondamentale per innescare la Rivoluzione industriale statunitense.
- 21 febbraio – Guerra di Finlandia: Truppe russe attraversano il confine finlandese senza alcuna dichiarazione di guerra. Ha inizio il conflitto.
- 2 marzo – Guerra di Finlandia: Le truppe russe occupano Helsinki e iniziano a bombardare la fortezza di Sveaborg.
- 11 marzo – Guerra di Finlandia: Le truppe russe occupano Tampere.
- 19 marzo – Carlo IV di Spagna dopo l'ammutinamento di Aranjuez in cui era stato fatto prigioniero il suo favorito, Manuel Godoy, si mette sotto la protezione di Gioacchino Murat, comandante dell'esercito francese in Spagna, e abdica in favore del figlio, Ferdinando VII (che aveva richiesto l'intervento di Napoleone contro Godoy e che aveva catalizzato in suo favore il malcontento popolare). Il nuovo sovrano, una volta asceso al trono, si schiera contro la Francia e la sua legittimità viene immediatamente contestata da Napoleone che giunto alla fortezza di Marracq a Bayonne, impone il suo arbitrato. Ferdinando VII viene così deposto dai francesi, che potevano contare all'epoca su un esercito di centomila soldati in Spagna, e tradotto in carcere a Valençay (10 maggio). Napoleone reinsedia sul trono un Carlo IV privo di ogni autorità.
- 22 marzo – Guerra di Finlandia: Le truppe russe occupano Turku.
- 16 aprile – Guerra di Finlandia: Le truppe svedesi sotto il comando di Carl von Döbeln si scontrano con i russi a Pyhäjoki, Finlandia.
- 2 maggio – Ha inizio la guerra d'indipendenza spagnola: La popolazione di Madrid si rivolta contro gli occupanti francesi uccidendo 150 soldati.
- 3 maggio
  - Guerra di Finlandia – I russi conquistano la fortezza di Sveaborg e occupano Helsinki.
  - Guerra d'indipendenza spagnola – Per ritorsione alla ribellione del 2 maggio, i francesi fucilano 5.000 madrileni. Gli eventi dell'insurrezione di Madrid verranno raffigurati nel 1814 da Francisco Goya nei celebri dipinti, Due di maggio e Tre di maggio.
- 24 maggio – Guerra d'indipendenza spagnola: La rivolta contro l'occupazione francese si estende oramai a tutto il paese, fomentata dal clero e dalla nobiltà spagnola. Le azioni militari sono disorganizzate e compiute dai popolani, ma una giunta ribelle prende il potere in gran parte delle province.
- 6 giugno – Napoleone riunisce a Bayonne l'assemblea dei notabili spagnoli e obbliga Carlo IV di Spagna ad abdicare in favore di Giuseppe Bonaparte, fratello dell'imperatore francese e già re di Napoli dal 1806, con l'intento di riformare lo stato spagnolo e sedare le rivolte anti-francesi. Le colonie spagnole rifiutano il riconoscimento del nuovo sovrano rendendosi di fatto indipendenti. La giunta ribelle della città di Siviglia dichiara guerra alla Francia.
- Fine di giugno – Le giunte ribelli prendono contatto con Impero britannico che concorda l'invio di aiuti e consiglieri militari. La reazione francese non si fa attendere: le armate di Moncey occupano Valencia, quelle di Lefebvre-Desnouettes riportano brillanti successi contro gli spagnoli alle porte di Saragozza prendendo d'assedio la città. Le truppe di Pierre Dupont de l'Étang si acquartierano presso Andújar in Andalusia.
- 8 luglio – Un'assemblea di 75 notabili spagnoli promulga la costituzione di Bayonne. Il documento trasforma la monarchia assoluta spagnola in una monarchia costituzionale d'ispirazione napoleonica. Il giorno dopo, Giuseppe Bonaparte viene formalmente incoronato re di Spagna con il nome di Giuseppe I.
- 14 luglio – Guerra di indipendenza spagnola, Battaglia di Medina de Rioseco: Le armate francesi di Jean Baptiste Bessières sconfiggono gli anglo-spagnoli guidati da Joaquín Blake y Joyes.
- 19 luglio – Guerra di indipendenza spagnola, Battaglia di Bailén: Le truppe francesi comandate da Pierre Dupont de l'Étang sono sconfitte a Bailén dagli spagnoli comandati da Francisco Javier Castaños. Si tratta di una vittoria decisiva per le sorti del conflitto e la prima seria debacle europea delle armate napoleoniche.
- 20 luglio
  - Giuseppe Bonaparte che si era insediato a Madrid dopo la vittoria del 14 luglio è costretto ad abbandonare la città.
  - Viene fondata Carmen de Carupa in Colombia.
- Fine luglio – Regno di Napoli: Dopo un mese di interregno Gioacchino Murat, cognato di Napoleone, viene nominato re di Napoli al posto di Giuseppe Bonaparte.
- 14 agosto – Ha termine il primo assedio di Saragozza (fine di giugno-14 agosto 1808). Il comandante delle operazioni, Jean Antoine Verdier, è costretto a ripiegare le proprie truppe a seguito della mutata situazione tattica conseguente la sconfitta di Bailén.
- 17 agosto – Battaglia di Roliça: Un esercito anglo-portoghese, guidato da Sir Arthur Wellesley, affronta e sconfigge un esercito francese numericamente inferiore. Si tratta della prima battaglia combattuta dall'esercito britannico nel corso della guerra d'indipendenza spagnola.
- 20 agosto – Battaglia di Vimeiro: Gli inglesi sotto il comando di Arthur Wellesley, I duca di Wellington sconfiggono l'esercito francese del generale Junot. Le truppe francesi si ritirano verso i Pirenei.
- 10 settembre – L'Impressão Régia stampa il primo numero della Gazeta do Rio de Janeiro. Il primo giornale stampato del Brasile segna l'inizio della stampa nel paese sudamericano.
- 29 settembre – Le giunte provinciali, che godono dell'appoggio di parte dell'esercito regolare spagnolo, si riuniscono in una giunta nazionale.
- 19 novembre – Finlandia: Le truppe svedesi si ritirano dalla Finlandia e lo zar Alessandro I ne sancisce l'annessione alla Russia.
- Novembre-Dicembre – Napoleone al comando di una Grand Armée di quasi 200 000 uomini, invade la Spagna e dopo le vittorie conseguite a Burgos e Espinosa de los Monteros, restaura sul trono il fratello Giuseppe che era stato spodestato dai ribelli l'estate precedente.
- 23 novembre – Battaglia di Tudela: Durante la campagna di Napoleone in Spagna, le truppe francesi guidate dal maresciallo Jean Lannes conseguono una netta vittoria sull'esercito spagnolo del generale Francisco Castaños.
- 30 novembre – Battaglia di Somosierra: L'esercito di Napoleone è vittorioso nel Puerto de Somosierramosierra.
- 4 dicembre
  - Napoleone conquista Bailén ed entra a Madrid. Il sovrano francese promulga i Décrets de Chamartin (Decreti di Chamartin) con cui abolisce i diritti feudali, sopprime il tribunale dell'inquisizione, secolarizza i monasteri e ne incamera i beni.
  - Battaglia di La Corogne: Un corpo di spedizione britannico che aveva tentato lo sbarco in Galizia viene respinto dai francesi.
- 20 dicembre – Ha inizio il secondo assedio di Saragozza (4 dicembre 1808-20 febbraio 1809) da parte dell'esercito francese. Il durissimo assedio (si stimano oltre 50.000 morti da parte spagnola corrispondenti a circa la metà degli assediati) avrà termine l'anno successivo, ma la città non verrà espugnata.
- 22 dicembre – Viene eseguita per la prima volta la sinfonia no. 5 di Ludwig van Beethoven.

## Nati
Ci sono circa 350 voci su persone nate nel 1808; vedi la pagina Nati nel 1808 per un elenco descrittivo o la categoria Nati nel 1808 per un indice alfabetico.

## Morti

### Gennaio
- 1º gennaio - Johann Christian Neuber, orafo e museologo tedesco (n. 1736)
- 1º gennaio - Luisa di Sassonia-Gotha-Altenburg, nobile tedesca (n. 1756)
- 4 gennaio - Benedetto di Savoia, nobile italiano (n. 1741)
- 14 gennaio - Carlo Emanuele Malaspina, nobile italiano (n. 1752)
- 23 gennaio - Federica Carlotta di Brandeburgo-Schwedt, principessa (n. 1745)
- 31 gennaio - Gavriil Petrovič Gagarin, nobile e politico russo (n. 1745)

### Febbraio
- 2 febbraio - Virgilio Cavina, matematico italiano (n. 1731)
- 2 febbraio - Luciano Xavier Santos, compositore portoghese (n. 1734)
- 4 febbraio - Giuseppe Antonio Slop, astronomo italiano (n. 1740)
- 4 febbraio - Mary Anne Talbot, corsaro inglese (n. 1778)
- 7 febbraio - Ove Høegh-Guldberg, politico e teologo danese (n. 1731)
- 7 febbraio - Jan van Os, pittore olandese (n. 1744)
- 8 febbraio - Giuseppe Cassella, astronomo e matematico italiano (n. 1755)
- 11 febbraio - José Francisco Miguel António de Mendonça, cardinale e patriarca cattolico portoghese (n. 1725)
- 13 febbraio - William Fullarton, politico e militare britannico (n. 1754)
- 14 febbraio - Antonio Asprucci, architetto italiano (n. 1723)
- 14 febbraio - John Dickinson, politico e avvocato statunitense (n. 1732)
- 14 febbraio - Izabella Poniatowska, nobildonna polacca (n. 1730)
- 17 febbraio - Jean-Frédéric Perregaux, banchiere e politico svizzero (n. 1744)
- 18 febbraio - Giuseppe Piermarini, architetto italiano (n. 1734)
- 19 febbraio - David Emanuel, politico statunitense (n. 1744)
- 20 febbraio - Christoph Leontievič Euler, generale e nobile tedesco (n. 1743)
- 22 febbraio - Biagio Rebecca, pittore e decoratore italiano (n. 1731)
- 23 febbraio - Giovanni Maria Angioy, rivoluzionario, funzionario e politico italiano (n. 1751)
- 25 febbraio - Matteo Biffi Tolomei, economista e politico italiano (n. 1730)
- 26 febbraio - Domenico Maria Sala, architetto svizzero (n. 1727)
- 28 febbraio - Andrew Mitchell, ammiraglio britannico (n. 1757)

### Marzo
- 1º marzo - Giovanni Bertati, librettista italiano (n. 1735)
- 3 marzo - Johan Christian Fabricius, entomologo, botanico e medico danese (n. 1745)
- 3 marzo - Anton von Maron, pittore austriaco (n. 1733)
- 4 marzo - Luigi Cerretti, poeta, scrittore e politico italiano (n. 1738)
- 9 marzo - Joseph Bonomi il Vecchio, architetto italiano (n. 1739)
- 12 marzo - Jean Gaspard de Vence, ammiraglio francese (n. 1747)
- 13 marzo - Cristiano VII di Danimarca, re (n. 1749)
- 17 marzo - Anna Heinel, ballerina tedesca (n. 1753)
- 17 marzo - Carl Hindenburg, matematico tedesco (n. 1741)
- 22 marzo - Ulrik Christian Kaas, ammiraglio danese (n. 1729)
- 23 marzo - Liévin-Bonaventure Proyart, scrittore e abate francese (n. 1743)
- 30 marzo - Gustaf Fredrik Gyllenborg, poeta svedese (n. 1731)

### Aprile
- 5 aprile - Johann Georg Wille, incisore tedesco (n. 1715)
- 7 aprile - Peter Rainier, ammiraglio e politico britannico (n. 1741)
- 9 aprile - Georg Karl von Fechenbach, vescovo cattolico tedesco (n. 1749)
- 10 aprile - Jean-Laurent Mosnier, pittore e miniaturista francese (n. 1743)
- 10 aprile - Karl Heinrich di Nassau-Siegen, avventuriero e ufficiale francese (n. 1743)
- 14 aprile - Giovanni Jacopo Dionisi, letterato, critico letterario e religioso italiano (n. 1724)
- 15 aprile - Hubert Robert, pittore francese (n. 1733)
- 18 aprile - Jacopo Guarana, pittore italiano (n. 1720)
- 18 aprile - Pietro Antonio Stefani, presbitero e scrittore italiano (n. 1733)
- 19 aprile - Cornelia Barbaro Gritti, nobildonna e poetessa italiana (n. 1719)
- 25 aprile - Adamo Marcori, compositore italiano (n. 1763)
- 25 aprile - Luigi Tomasini, violinista e compositore italiano (n. 1741)

### Maggio
- 2 maggio - Pedro Velarde y Santillán, militare spagnolo (n. 1779)
- 5 maggio - Pierre Jean Georges Cabanis, medico, fisiologo e filosofo francese (n. 1757)
- 10 maggio - Joseph Marie Servan de Gerbey, generale francese (n. 1741)
- 17 maggio - Jacob Albright, religioso statunitense (n. 1759)
- 23 maggio - Carlo Roero di Cortanze, nobile italiano (n. 1742)
- 25 maggio - Carlo Giovanni Battista di Dietrichstein, nobile e alchimista boemo (n. 1728)
- 28 maggio - Richard Hurd, vescovo anglicano e critico letterario britannico (n. 1720)
- 30 maggio - Luigi Carlo di Borbone-Orléans, nobile (n. 1779)
- 31 maggio - Matteo Marzi, fantino italiano (n. 1772)

### Giugno
- 4 giugno - Francesco Saverio Passari, arcivescovo cattolico italiano (n. 1744)
- 5 giugno - Christoph Gottfried Bardili, filosofo tedesco (n. 1761)
- 7 giugno - Johann Jakob Hartenkeil, medico e chirurgo tedesco (n. 1761)
- 8 giugno - Luigi Fantoni, storico e letterato italiano (n. 1749)
- 10 giugno - Jean-Baptiste de Belloy-Morangle, cardinale e arcivescovo cattolico francese (n. 1709)
- 11 giugno - Giovanni Battista Cirri, violoncellista e compositore italiano (n. 1724)
- 17 giugno - Louis-Joseph de Montmorency-Laval, cardinale e vescovo cattolico francese (n. 1724)
- 19 giugno - Alexander Dalrymple, geografo, cartografo e esploratore britannico (n. 1737)
- 20 giugno - Franciszek Ksawery Dmochowski, scrittore, poeta e traduttore polacco (n. 1762)
- 29 giugno - Filippo Maria Renazzi, avvocato e storico italiano (n. 1745)

### Luglio
- 4 luglio - Fisher Ames, politico e avvocato statunitense (n. 1758)
- 6 luglio - Alexandre de Gouveia, missionario e vescovo cattolico portoghese (n. 1751)
- 8 luglio - Friedrich Kasimir Medikus, botanico e fisico tedesco (n. 1736)
- 13 luglio - Kabakçı Mustafa, militare e politico ottomano (n. 1770)
- 14 luglio - Ambrogio Soldani, abate e naturalista italiano (n. 1736)
- 16 luglio - Giuseppe Caracciolo, VI principe di Torella, rivoluzionario e principe italiano (n. 1747)
- 27 luglio - Fredrik Vilhelm von Hessenstein, generale e nobile svedese (n. 1735)
- 28 luglio - Leopoldina del Liechtenstein, principessa austriaca (n. 1793)
- 28 luglio - Selim III, sultano ottomano (n. 1761)
- 31 luglio - Giuseppe Bencivenni Pelli, saggista e scrittore italiano (n. 1729)

### Agosto
- 1º agosto - Johann Matthias Schröckh, storico delle religioni austriaco (n. 1733)
- 1º agosto - Diana Spencer, nobile e artista britannica (n. 1734)
- 9 agosto - Carlo Bellisomi, cardinale e arcivescovo cattolico italiano (n. 1736)
- 9 agosto - Carlo Bollani, architetto italiano
- 10 agosto - Jan Chrzciciel Albertrandi, storico, gesuita e bibliotecario polacco (n. 1731)
- 11 agosto - Clément-Pierre Marillier, incisore e disegnatore francese (n. 1740)
- 21 agosto - Francesco Gemelli, gesuita italiano (n. 1736)
- 28 agosto - Andrea Sanfelice, nobile italiano (n. 1763)

### Settembre
- 11 settembre - José Celestino Mutis, presbitero, botanico e matematico spagnolo (n. 1732)
- 14 settembre - Antonio Valcárcel y Pío de Saboya, archeologo, letterato e scrittore spagnolo (n. 1748)
- 16 settembre - Pierantonio Bondioli, medico italiano (n. 1765)
- 20 settembre - René-Louis de Girardin, artista, scrittore e militare francese (n. 1735)
- 22 settembre - Maria Elisabetta d'Asburgo-Lorena, badessa (n. 1743)
- 23 settembre - Gaetano Vestris, ballerino e coreografo francese (n. 1729)
- 25 settembre - Richard Porson, filologo classico, metricista e bibliotecario britannico (n. 1759)
- 26 settembre - Pavel Vranický, compositore e violinista ceco (n. 1756)
- 27 settembre - Giuseppe Vanni, nobile italiano (n. 1763)
- 30 settembre - Filippo Maria Gherardeschi, compositore e pianista italiano (n. 1738)

### Ottobre
- 1º ottobre - Carl Gotthard Langhans, architetto tedesco (n. 1732)
- 1º ottobre - Regina Mingotti,  italiana (n. 1722)
- 1º ottobre - Thomas Thorild, poeta e filosofo svedese (n. 1759)
- 4 ottobre - Francisco Primo de Verdad y Ramos, avvocato messicano (n. 1760)
- 8 ottobre - Guglielmina d'Assia-Kassel, nobile (n. 1726)
- 11 ottobre - John Page, politico statunitense (n. 1744)
- 15 ottobre - Michail Petrovič Dolgorukov, generale e nobile russo (n. 1780)
- 21 ottobre - Nicola Saverio Gamboni, patriarca cattolico italiano (n. 1746)
- 25 ottobre - Giovanni Battista Staffieri, stuccatore e scultore svizzero (n. 1749)
- 27 ottobre - Gabriel Louis de Caulaincourt, militare e politico francese (n. 1740)

### Novembre
- 3 novembre - Giacomo Boselli, ceramista italiano (n. 1744)
- 4 novembre - Melchiorre Cesarotti, scrittore, traduttore e linguista italiano (n. 1730)
- 9 novembre - John Loring, militare e marinaio britannico (n. 1761)
- 10 novembre - Guy Carleton, generale e nobile britannico (n. 1724)
- 15 novembre - Alemdar Mustafa Pascià, militare e politico ottomano (n. 1765)
- 16 novembre - Enevold de Falsen, giurista, poeta e attore teatrale norvegese (n. 1755)
- 16 novembre - Tommaso Maria Gabrini, matematico italiano (n. 1726)
- 17 novembre - Mustafa IV, sultano ottomano (n. 1779)
- 18 novembre - Vittorio Amedeo Didier, letterato italiano (n. 1730)
- 19 novembre - Carlo Mazza, presbitero italiano (n. 1738)
- 22 novembre - Antimo di Gerusalemme, arcivescovo ortodosso greco

### Dicembre
- 4 dicembre - Carl Ludwig Fernow, critico d'arte e scrittore tedesco (n. 1763)
- 5 dicembre - Marco Carburi, chimico e mineralogista italiano (n. 1731)
- 8 dicembre - Maria Elisabetta Guglielmina di Baden, duchessa (n. 1782)
- 9 dicembre - Marianne Kirchgeßner, pianista tedesca (n. 1769)
- 10 dicembre - Delfino Muletti, storico e scrittore italiano (n. 1755)
- 13 dicembre - Saverio Bettinelli, gesuita, scrittore e critico letterario italiano (n. 1718)
- 13 dicembre - Gaspare Capparoni, scultore e incisore italiano (n. 1761)
- 16 dicembre - Francisco da Assunção e Brito, arcivescovo cattolico portoghese (n. 1726)
- 17 dicembre - Charles Jenkinson, I conte di Liverpool, nobile inglese (n. 1727)
- 22 dicembre - Michelangelo Alessandro Colli-Marchini, generale e diplomatico italiano (n. 1738)
- 22 dicembre - Samuel Shelley, pittore e incisore britannico (n. 1750)
- 28 dicembre - Anne Luttrell, nobildonna irlandese (n. 1743)
- 29 dicembre - Domenico Spoto, vescovo cattolico italiano (n. 1729)
- 29 dicembre - Luigi Valenti Gonzaga, cardinale italiano (n. 1725)
- 30 dicembre - José Moñino y Redondo, conte di Floridablanca, politico spagnolo (n. 1728)
- 30 dicembre - Pëtr Andreevič Šuvalov, ufficiale russo (n. 1771)

### Senza giorno specificato
- Giuseppe Amendola, compositore italiano (n. 1750)
- James Anderson of Hermiston, economista scozzese (n. 1739)
- Antonia María de Heredia, nobildonna spagnola (n. 1746)
- Giovanni Battista Ayroli, doge (n. 1731)
- Giuseppe Costantini, brigante italiano (n. 1758)
- Giuseppe Crestadoro, pittore italiano (n. 1711)
- Domenico Maria Federici, religioso e storico italiano (n. 1739)
- Giuseppe Flaiani, anatomista italiano (n. 1741)
- Giuseppe Fonseca Chavez, generale italiano (n. 1742)
- Lewis Hallam Jr., attore teatrale e direttore teatrale inglese (n. 1740)
- John Home, drammaturgo scozzese (n. 1722)
- John Ingleby, pittore e miniaturista britannico (n. 1749)
- Antonio Katsantonis, patriota e militare greco (n. 1775)
- Charles de La Bussière, attore teatrale francese (n. 1768)
- Richard de Lalonde, incisore francese (n. 1735)
- Giacomo Pisano, brigante italiano
- Kelesh Ahmed-Bey Shervashidze, principe (n. 1747)
- Ignazio Spergher, compositore e organista italiano (n. 1734)
- Ivan Egorovič Starov, architetto russo (n. 1745)
- Antonio Maria Torricelli, pittore svizzero (n. 1751)
- Giuseppe Antonio Maria Torricelli, pittore svizzero (n. 1710)
- Filippo Vivalda, politico e militare italiano (n. 1732)
- John Wilkinson, ingegnere inglese (n. 1728)
- Giacomo Zampa, pittore italiano (n. 1731)
- Giovanni Zanobi Weber, incisore e medaglista italiano
- Davide Zanotti, pittore italiano (n. 1733)
- Giovanni Verardo Zeviani, medico italiano (n. 1725)
- Rafael d'Ossery, presbitero tedesco (n. 1736)

## Calendario
| Calendario 1808 | Calendario 1808 | Calendario 1808 | Calendario 1808 | Calendario 1808 | Calendario 1808 | Calendario 1808 | Calendario 1808 | Calendario 1808 | Calendario 1808 | Calendario 1808 | Calendario 1808 | Calendario 1808 | Calendario 1808 | Calendario 1808 | Calendario 1808 | Calendario 1808 | Calendario 1808 | Calendario 1808 | Calendario 1808 | Calendario 1808 | Calendario 1808 | Calendario 1808 | Calendario 1808 | Calendario 1808 | Calendario 1808 | Calendario 1808 | Calendario 1808 | Calendario 1808 | Calendario 1808 | Calendario 1808 | Calendario 1808 | Calendario 1808 |
| --------------- | --------------- | --------------- | --------------- | --------------- | --------------- | --------------- | --------------- | --------------- | --------------- | --------------- | --------------- | --------------- | --------------- | --------------- | --------------- | --------------- | --------------- | --------------- | --------------- | --------------- | --------------- | --------------- | --------------- | --------------- | --------------- | --------------- | --------------- | --------------- | --------------- | --------------- | --------------- | --------------- |
|                 | 1               | 2               | 3               | 4               | 5               | 6               | 7               | 8               | 9               | 10              | 11              | 12              | 13              | 14              | 15              | 16              | 17              | 18              | 19              | 20              | 21              | 22              | 23              | 24              | 25              | 26              | 27              | 28              | 29              | 30              | 31              |                 |
| Gennaio         | Ve              | Sa              | Do              | Lu              | Ma              | Me              | Gi              | Ve              | Sa              | Do              | Lu              | Ma              | Me              | Gi              | Ve              | Sa              | Do              | Lu              | Ma              | Me              | Gi              | Ve              | Sa              | Do              | Lu              | Ma              | Me              | Gi              | Ve              | Sa              | Do              |                 |
| Febbraio        | Lu              | Ma              | Me              | Gi              | Ve              | Sa              | Do              | Lu              | Ma              | Me              | Gi              | Ve              | Sa              | Do              | Lu              | Ma              | Me              | Gi              | Ve              | Sa              | Do              | Lu              | Ma              | Me              | Gi              | Ve              | Sa              | Do              | Lu              |                 |                 |                 |
| Marzo           | Ma              | Me              | Gi              | Ve              | Sa              | Do              | Lu              | Ma              | Me              | Gi              | Ve              | Sa              | Do              | Lu              | Ma              | Me              | Gi              | Ve              | Sa              | Do              | Lu              | Ma              | Me              | Gi              | Ve              | Sa              | Do              | Lu              | Ma              | Me              | Gi              |                 |
| Aprile          | Ve              | Sa              | Do              | Lu              | Ma              | Me              | Gi              | Ve              | Sa              | Do              | Lu              | Ma              | Me              | Gi              | Ve              | Sa              | Do              | Lu              | Ma              | Me              | Gi              | Ve              | Sa              | Do              | Lu              | Ma              | Me              | Gi              | Ve              | Sa              |                 |                 |
| Maggio          | Do              | Lu              | Ma              | Me              | Gi              | Ve              | Sa              | Do              | Lu              | Ma              | Me              | Gi              | Ve              | Sa              | Do              | Lu              | Ma              | Me              | Gi              | Ve              | Sa              | Do              | Lu              | Ma              | Me              | Gi              | Ve              | Sa              | Do              | Lu              | Ma              |                 |
| Giugno          | Me              | Gi              | Ve              | Sa              | Do              | Lu              | Ma              | Me              | Gi              | Ve              | Sa              | Do              | Lu              | Ma              | Me              | Gi              | Ve              | Sa              | Do              | Lu              | Ma              | Me              | Gi              | Ve              | Sa              | Do              | Lu              | Ma              | Me              | Gi              |                 |                 |
| Luglio          | Ve              | Sa              | Do              | Lu              | Ma              | Me              | Gi              | Ve              | Sa              | Do              | Lu              | Ma              | Me              | Gi              | Ve              | Sa              | Do              | Lu              | Ma              | Me              | Gi              | Ve              | Sa              | Do              | Lu              | Ma              | Me              | Gi              | Ve              | Sa              | Do              |                 |
| Agosto          | Lu              | Ma              | Me              | Gi              | Ve              | Sa              | Do              | Lu              | Ma              | Me              | Gi              | Ve              | Sa              | Do              | Lu              | Ma              | Me              | Gi              | Ve              | Sa              | Do              | Lu              | Ma              | Me              | Gi              | Ve              | Sa              | Do              | Lu              | Ma              | Me              |                 |
| Settembre       | Gi              | Ve              | Sa              | Do              | Lu              | Ma              | Me              | Gi              | Ve              | Sa              | Do              | Lu              | Ma              | Me              | Gi              | Ve              | Sa              | Do              | Lu              | Ma              | Me              | Gi              | Ve              | Sa              | Do              | Lu              | Ma              | Me              | Gi              | Ve              |                 |                 |
| Ottobre         | Sa              | Do              | Lu              | Ma              | Me              | Gi              | Ve              | Sa              | Do              | Lu              | Ma              | Me              | Gi              | Ve              | Sa              | Do              | Lu              | Ma              | Me              | Gi              | Ve              | Sa              | Do              | Lu              | Ma              | Me              | Gi              | Ve              | Sa              | Do              | Lu              |                 |
| Novembre        | Ma              | Me              | Gi              | Ve              | Sa              | Do              | Lu              | Ma              | Me              | Gi              | Ve              | Sa              | Do              | Lu              | Ma              | Me              | Gi              | Ve              | Sa              | Do              | Lu              | Ma              | Me              | Gi              | Ve              | Sa              | Do              | Lu              | Ma              | Me              |                 |                 |
| Dicembre        | Gi              | Ve              | Sa              | Do              | Lu              | Ma              | Me              | Gi              | Ve              | Sa              | Do              | Lu              | Ma              | Me              | Gi              | Ve              | Sa              | Do              | Lu              | Ma              | Me              | Gi              | Ve              | Sa              | Do              | Lu              | Ma              | Me              | Gi              | Ve              | Sa              |                 |